# بيير موريل (دبلوماسي)
بيير موريل (بالفرنسية: Pierre Morel)‏ (و. 1944  م) هو دبلوماسي فرنسي، ولد في رومان سور ديزير.

## مناصب
تولى منصب سفير فرنسا لدى الكرسي الرسولي (2002–2006)
- سفير فرنسا لدى الصين (سبتمبر 1996–2002)
- سفير فرنسا لدى منغوليا (أكتوبر 1992–أكتوبر 1996)[4]
- سفير فرنسا لدى روسيا (يونيو 1992–1996)

.

## التعليم
تعلم في المدرسة الوطنية للإدارة (1969–1971)، وتعلم في معهد الدراسات السياسية بباريس
.

## جوائز
حصل على جوائز منها:
- نيشان الاستحقاق الوطني من رتبة قائد
- نيشان جوقة الشرف من رتبة ضابط